# Ziegelhütte (Darmstadt)

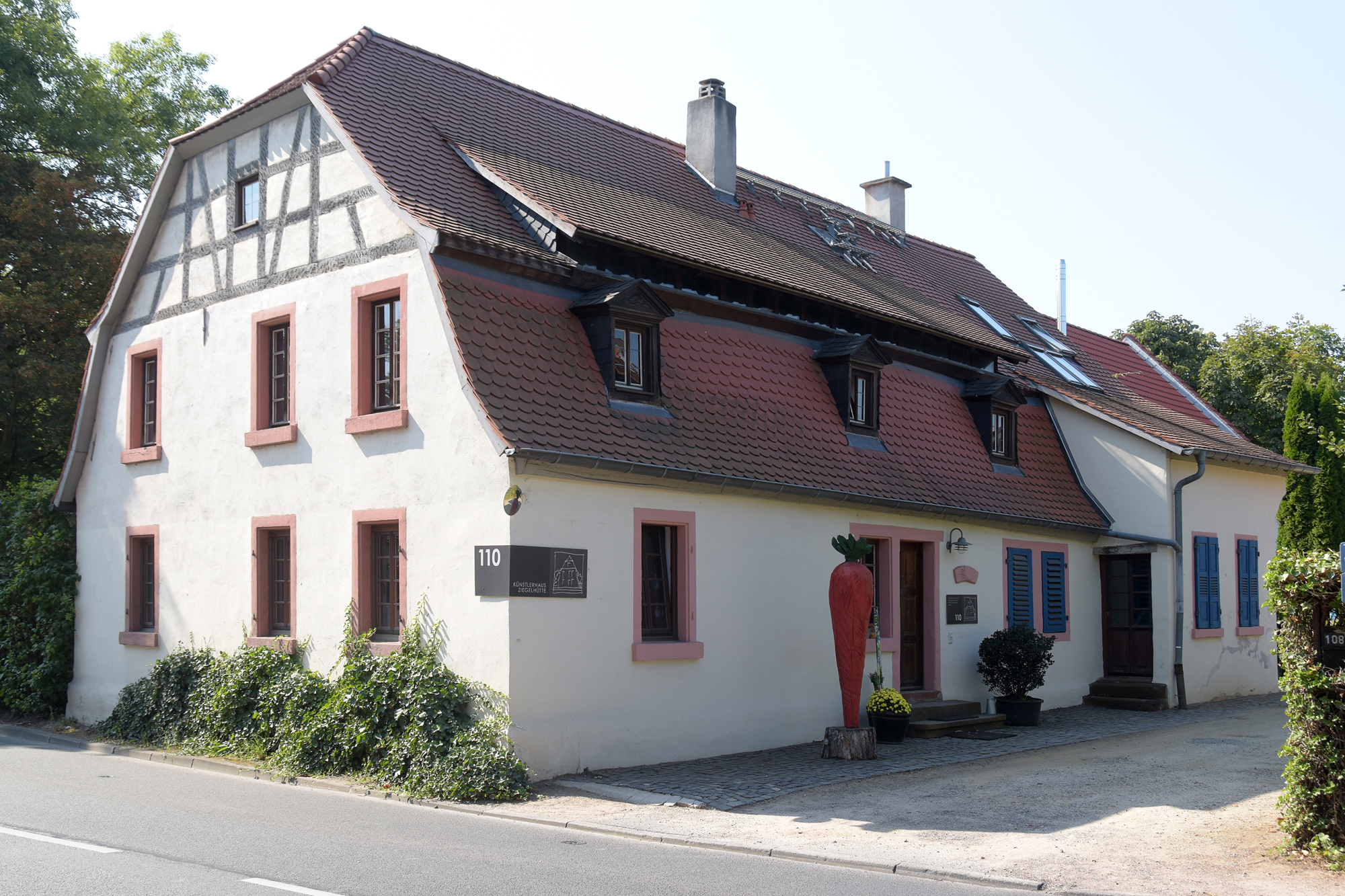
Ziegelhütte (2016)

Die Ziegelhütte ist ein Künstlerhaus und Ausstellungsgebäude in Darmstadt.

## Geschichte
Die Ziegelhütte an der Kranichsteiner Straße ist eine von sechs im Stadtbereich bis 1819 existierenden Bauten dieser Art. 1972 wurde der Betrieb dort eingestellt.
Bis zu 15 Mitarbeiter waren zu aktiven Zeiten in der Ziegelhütte beschäftigt. Daneben war sie Wohnhaus und Kontor der jeweiligen Betreiber der Ziegelhütte. Gebaut wurden Ziegelei und Wohnhaus vor rund 300 Jahren. In der Stadtchronik heißt es: „Größere Kosten von insgesamt 188 Gulden verursachte 1651 der Neubau der städtischen Ziegelhütte, die durch Kriege in Abgang kommen war“. Das Wohnhaus, im Laufe der Jahre mehrfach verändert und erweitert, steht direkt an der verkehrsreichen Kranichsteiner Straße. Seine solide barocke Form blieb erhalten, während die Bausubstanz immer mehr verfiel. Zuletzt war das Haus in einem so desolaten Zustand, dass ihm der Abriss drohte.
Der damalige Präsident der Darmstädter Sezession, Pit Ludwig, der die ehemalige Scheune auf dem Gelände zu seinem Wohnhaus ausgebaut hatte, setzte sich für die Erhaltung der Ziegelhütte ein. 1983 wurde das Anwesen durch Erbbaurecht auf einen dafür gegründeten gemeinnützigen Verein übertragen. Die Stadt Darmstadt unterstützte die Sanierung, ebenso Darmstädter Unternehmen und ein Freundeskreis.

## Die Ziegelhütte heute
Die Ziegelhütte war von Anfang an Heimat des internationalen Künstler-Pleinairs. Das Anwesen ist Treffpunkt, Übernachtungsstation bei Ausstellungen und bietet Platz für Gedankenaustausch, Jurysitzungen, Vorstands- und Mitgliederversammlungen. Im Winterhalbjahr finden Veranstaltungen verschiedener Art statt; es gibt einen Kunst- und Handwerksmarkt, Ausstellungen zeitgenössischer Kunst, es werden Künstlergeburtstage gefeiert und Künstleressen arrangiert. Bis zu 70 Leute können hier Platz finden. Neben den Veranstaltungsräumen gibt es das Büro der Geschäftsführung und der Darmstädter Sezession, ein kleines Atelier und die Galerie KiK – Kunst im Künstlerhaus.

## Vorsitzende des Künstlerhauses Ziegelhütte
Erster Vorsitzender des Künstlerhauses Ziegelhütte war der Bildhauer Gotthelf Schlotter. Sein Nachfolger war der frühere Oberbürgermeister von Darmstadt Günther Metzger. Von 2003 bis 2013 war der Journalist Wolfgang Nette erster Vorsitzender des Künstlerhauses. Zweite und geschäftsführende Vorsitzende ist fast von Anfang an Liane Palesch.